# 岔河则乡
岔河则乡，是中华人民共和国陕西省榆林市榆阳区下辖的一个乡镇级行政单位。

## 行政区划
岔河则乡下辖以下地区：
石峁村、岔河则村、排则湾村、白河庙村、河口村、什它汗村和灯炉滩村。